# Chrysolina reitteri
Chrysolina reitteri  (лат.) — вид жуков-листоеды из подсемейства хризомелин. Распространён в Южной и Центральной Европе, на Кавказе, в Малой Азии, в Казахстане и Саянах. Кормовыми растениями являются представители родов полынь и чистец.
Известно 6 подвидов:
- Chrysolina reitteri reitteri — северо-западная Грузия;
- Chrysolina reitteri bakuensis — Армения, Азербайджан;
- Chrysolina reitteri fageli — Италия;
- Chrysolina reitteri jailensis — Крым;
- Chrysolina reitteri lineata — Венгрия, Банат, Тимишоара;
- Chrysolina reitteri mangaliana — Болгария, Румыния;
- Chrysolina reitteri nevesinjensis — Босния, Болгария;
- Chrysolina reitteri obscurefacta — Италия;
- Chrysolina reitteri pseudolurida — западный Кавказ, Малая Азия;
- Chrysolina reitteri saxonica — Европа, Казахстан, Саяны;
- Chrysolina reitteri sequana — Франция.